# CURL
cURL je projekt besplatnog softvera koji pruža biblioteku i alat naredbene ljuske za prijenos putem raznih protokola. Ostvarenja cURL projekta su alati libcurl i cURL. Prva inačica je izdana 1997. godine.

## libcurl
libcurl je besplatna biblioteka (namijenjena računalima klijenta) za prijenos s podrškom za FTP, FTPS, Gopher, HTTP, HTTPS, SCP, SSH, TFTP, Telnet, DICT, LDAP, LDAPS, IMAP, POP3, SMTP i RTSP. Biblioteka podržava HTTPS certifikate, HTTP POST, HTTP PUT, FTP prijenos, Kerberos, HTTP proxy tuneliranje i nastavljanje zaustavljenog ili prekinutog preuzimanja.
libcurl biblioteka je portabilna. Kompiliranje i rad su identični na mnogobrojnim platformama uključujući Solaris, NetBSD, FreeBSD, OpenBSD, Mac OS X, Microsoft Windows i mnoge druge.

## cURL
Naredbeno linijski alat za preuzimanje i slanje datoteka korištenjem URL sintakse.
Zbog korištenja libcurl biblioteke, cURL također podržava dugačak niz protokola. Naziv projekta dolazi od Client for URLs (eng. za klijent za URL adrese). Naziv se na engleskome može čitati kao see URL (vidi URL), a kratica također može označavati Client URL Request Library (Biblioteka za URL zahtjeve klijenta).
Daniel Stenberg je započeo pisanje cURL alata 1997. godine kao način prijenosa datoteka putem popularnih protokola jednostavnim naredbeno linijskim sučeljem. cURL je Slobodan softver izdan pod MIT licencom.

## Primjer korištenja
Temeljno korištenje cURL zahtjeva upisivanje naredbe curl u naredbenu liniju zajedno s URL adresom sadržaja za preuzimanje.
```
curl www.primjer.com
```

Sa -o zastavicom cURL zapisuje ispis u datoteku. Potonji primjer pohranjuje izvorni kod stranice www.primjer.com u datoteku primjer.html. 
```
curl -o primjer.html www.primjer.com
```

cURL biblioteka se može koristiti i u PHP jeziku kao u sljedećem primjeru.
```
<?php

// Povezivanje s adresom http://hr.wikipedia.org/w/index.php?title=CURL&action=edit

$hand
 
=
 
curl_init
();

curl_setopt
(
$hand
,
 
CURLOPT_URL
,
 
'http://hr.wikipedia.org/w/index.php'
);

curl_setopt
(
$hand
,
 
CURLOPT_POST
,
 
1
);

curl_setopt
(
$hand
,
 
CURLOPT_POSTFIELDS
,
 
'title=CURL&action=edit'
);

curl_exec
(
$hand
);

curl_close
(
$hand
);
 

?>

```

## Također pogledajte
- Wget
- HTTP
- FTP
- Softver

## Vanjske poveznice
- (engl.) Službena cURL stranica
- (engl.) cURL priručnik
- (engl.) Usporedba cURL s drugim alatima